# Raffaele Pisu
Raffaele Pisu (Bologna, 1925. május 24. – Castel San Pietro Terme, 2019. július 31.) olasz színész, komikus.

## Filmjei
- Il padrone del vapore (1951)
- Ridere! Ridere! Ridere! (1954)
- I pappagalli (1955)
- La voce che uccide (1956)
- Apák és fiúk (Padri e figli) (1957)
- Susanna tutta panna (1957)
- Il cocco di mamma (1958)
- Gli italiani sono matti (1958)
- Valeria ragazza poco seria (1958)
- Le bellissime gambe di Sabrina (1958)
- Carosello di canzoni (1958)
- Fantasmi e ladri (1959)
- Uomini e nobiluomini (1959)
- Quel tesoro di papà (1959)
- La cento chilometri (1959)
- Juke box - Urli d'amore (1959)
- Quanto sei bella Roma (1959)
- Agosto, donne mie non vi conosco (1959)
- Caccia al marito (1960)
- Le ambiziose (1961)
- Ulisse contro Ercole (1962)
- Keletre meneteltek (Italiani brava gente) (1964)
- Térden állva jövök hozzád (In ginocchio da te) (1964)
- A napernyő (L'ombrellone) (1965)
- Non son degno di te (1965)
- Ha már nem lennél az enyém (Se non avessi più te) (1965)
- Ne ingereljétek a mamát! (Non stuzzicate la zanzara) (1967)
- Il trasformista (2002)
- A szerelem következményei (Le conseguenze dell'amore) (2004)
- Terapia Roosevelt (2006)
- SMS - Sotto mentite spoglie (2007)
- Non c'è più niente da fare (2007)
- Par suite d'un arrêt de travail... (2008)
- Tutta colpa della musica (2011)
- Il mio domani (2011)
- Nobili bugie (2017)